# Pyrgulopsis castaicensis
Pyrgulopsis castaicensis là một loài ốc rất nhỏ nước ngọt có nắp, là động vật chân bụng sống dưới nước động vật thân mềm thuộc họ Hydrobiidae.

## Phân bố
Pyrgulopsis castaicensis occurs in only one các con suối in the upper part of the Santa Clara River basin, tây nam California.